# Sakuhacsi
A sakuhacsi (japánul: 尺八, Hepburn-átírással: shakuhachi) jellegzetes japán bambuszfuvola. Az ajaksípos hangszerek családjába tartozik, a cső felső végénél kialakított peremfúvóka (utagucsi) segítségével szólaltatható meg.

## Története
1250 körül érkezett Japánba Kínából. Indiában használt elődjén még öt hanglyuk volt, Kínában ez már hatra emelkedett. Ezután még egy lyukkal szaporodott Japánban, miközben a hangszer meg is hosszabbodott. Később a hanglyukak száma ötben állandósult, négy első és – többnyire a bal hüvelykujj számára – egy hátsó lyuk található rajta. Japán egyik legfontosabb hangszerévé vált az évszázadok során. 
A hangszer befúvónyílásánál kifelé ferdén metszett szélhasítójába kis borostyán- vagy csontdarabot illesztenek, amely alkalmassá teszi a hangszert finom hangárnyalatok megszólaltatására. Kiöblösödő vége, a tölcsér a madake bambusz szárának gyökérközeli részéből készül. A hangszer teste a kiöblösödő végénél természetesen meghajlik, vagy mesterségesen meg van hajlítva.
Neve eredeti hosszára utal: icsi saku hacsi szun, vagyis egy láb nyolc hüvelyk (az egy japánul icsi, a saku=30,3 cm, a nyolc japánul hacsi, a szun=3 cm), ez rövidült sakuhacsivá. A hangszer hossza (és alaphangolása) mára variábilissá vált, sokféle méretben előfordul. Eredeti hosszának alaphangja a d' hang. A hanglyukak egymás utáni megnyitásával az első regiszterben (ocu) egy pentaton skála szólal meg, amelynek hangjai (d')-f'- g'-a'-c"-d". Azonban a hanglyukak részleges lefedésével (kazasi) és a levegőbefúvás szögének megváltoztatásával (meri-kari) a kromatikus skála minden hangja megszólaltatható a hangszeren.

## Repertoár
Irodalma szóló- és kamaradarabokból áll, a zen buddhizmusban a szuizen meditáció hangszere.
A hangszerre a fuvola kiterjesztett technikáját Magyarországon Matuz István néha-néha egy koncert alkalmával bemutatja.
Sakuhacsira magyar zeneszerzők által írt művek: 
Eötvös Péter Harakiri (1973), Faragó Béla ---+++1 (1994), Négy lélegzet Usuinak (2001), Láng István Inquieto (2004-2005) és Nagy Ákos Soli(e)tude (2013).
Magyarországi autentikus megszólaltatói Gesztelyi-Nagy Judit, Kenéz László.